# Urçay
Urçay és un municipi francès, situat al departament de l'Alier i a la regió d'Alvèrnia-Roine-Alps. L'any 2007 tenia 283 habitants.

## Demografia

### Població
El 2007 la població de fet d'Urçay era de 283 persones. Hi havia 139 famílies de les quals 52 eren unipersonals (24 homes vivint sols i 28 dones vivint soles), 43 parelles sense fills, 24 parelles amb fills i 20 famílies monoparentals amb fills.
La població ha evolucionat segons el següent gràfic:
Habitants censats

### Habitatges
El 2007 hi havia 239 habitatges, 146 eren l'habitatge principal de la família, 54 eren segones residències i 39 estaven desocupats. 232 eren cases i 6 eren apartaments. Dels 146 habitatges principals, 106 estaven ocupats pels seus propietaris, 38 estaven llogats i ocupats pels llogaters i 3 estaven cedits a títol gratuït; 2 tenien una cambra, 17 en tenien dues, 43 en tenien tres, 40 en tenien quatre i 43 en tenien cinc o més. 121 habitatges disposaven pel capbaix d'una plaça de pàrquing. A 70 habitatges hi havia un automòbil i a 50 n'hi havia dos o més.

### Piràmide de població
La piràmide de població per edats i sexe el 2009 era:
| Homes | Edats   | Dones |
| ----- | ------- | ----- |
| 0     | 95 o +  | 0     |
| 0     | 90 a 94 | 4     |
| 4     | 85 a 89 | 0     |
| 0     | 80 a 84 | 4     |
| 12    | 75 a 79 | 4     |
| 20    | 70 a 74 | 12    |
| 4     | 65 a 69 | 28    |
| 0     | 60 a 64 | 0     |
| 12    | 55 a 59 | 16    |
| 20    | 50 a 54 | 8     |
| 12    | 45 a 49 | 8     |
| 12    | 40 a 44 | 4     |
| 16    | 35 a 39 | 0     |
| 4     | 30 a 34 | 16    |
| 16    | 25 a 29 | 4     |
| 12    | 20 a 24 | 12    |
| 8     | 15 a 19 | 4     |
| 4     | 10 a 14 | 8     |
| 8     | 5 a 9   | 0     |
| 4     | 0 a 4   | 0     |

## Economia
El 2007 la població en edat de treballar era de 167 persones, 117 eren actives i 50 eren inactives. De les 117 persones actives 98 estaven ocupades (59 homes i 39 dones) i 20 estaven aturades (10 homes i 10 dones). De les 50 persones inactives 22 estaven jubilades, 7 estaven estudiant i 21 estaven classificades com a «altres inactius».

### Ingressos
El 2009 a Urçay hi havia 153 unitats fiscals que integraven 302 persones, la mediana anual d'ingressos fiscals per persona era de 15.082,5 €.

### Activitats econòmiques
Dels 13 establiments que hi havia el 2007, 1 era d'una empresa de fabricació de material elèctric, 1 d'una empresa de fabricació d'altres productes industrials, 4 d'empreses de comerç i reparació d'automòbils, 3 d'empreses d'hostatgeria i restauració, 1 d'una empresa de serveis i 3 d'empreses classificades com a «altres activitats de serveis».
Dels 2 establiments de servei als particulars que hi havia el 2009, 1 era una funerària i 1 perruqueria.
Dels 2 establiments comercials que hi havia el 2009, 1 era una fleca i 1 una carnisseria.
L'any 2000 a Urçay hi havia 8 explotacions agrícoles que ocupaven un total de 480 hectàrees.

## Poblacions més properes
El següent diagrama mostra les poblacions més properes.